# شویا توجو
شویا توجو (انگلیسی: Shoya Tōjō؛ زادهٔ ۱۵ نوامبر ۱۹۹۵) بازیکن فوتبال اهل ژاپن است.
از باشگاه‌هایی که در آن بازی کرده‌است می‌توان به باشگاه ورزشی ماریتیمو اشاره کرد.